# El hombre de la máscara de hierro (película de 1985)
El hombre de la máscara de hierro (título original en inglés: The Man in the Iron Mask) es una película película animada australiana de 1985 dirigida por Geoff Collins. Es una adaptación de la obra de Alexandro Dumas, basada en la leyenda del hombre de la máscara de hierro. El guion fue escrito por Keith Dewhurst. La trama toma lugar años después de Los tres mosqueteros (1986).
La película consta con 53 minutos de duración y figura las voces de Colin Friels cómo el rey Louis XIV, Gwen Plumb cómo Péronne y John Meillon en el papel de Porthos. La película fue producida por Tim Brooke-Hunt para el estudio australiano Burbank Films Australia y originalmente estrenada por televisión.  Los másteres de la obra animada se encuentran hoy en día cómo parte del dominio público.

## Sinopsis
Los tres mosqueteros han descubierto, a través de D'Artagnan, la existencia de un hermano gemelo de Phillipe, el Rey de Francia. El hermano oculto se encuentra encarcelado desde siempre, y para que nadie vea su rostro se lo ha cubierto con una máscara de hierro cerrada con candado. Debido a la crueldad y tiranía con que Phillipe castiga al pueblo francés, los mosqueteros deciden liberar a su hermano gemelo y reemplazar a Phillipe con él, para que nadie sepa del cambio y un nuevo monarca pueda así regir con justicia y equidad el país.

## Reparto
| Actor          | Personaje               |
| -------------- | ----------------------- |
| Colin Friels   | Phillipe, Rey Louis XIV |
| Gwen Plumb     | Péronne                 |
| John Meillon   | Porthos                 |
| Earle Cross    |                         |
| Wallas Eaton   |                         |
| Belinda Giblin |                         |
| Brian Harrison |                         |
| Phillip Hinton |                         |
| Lee James      |                         |
| Richard Meikle |                         |